# Gran Premio dell'Emilia-Romagna 2023
Il Gran Premio dell'Emilia-Romagna 2023 sarebbe dovuto essere la sesta prova della stagione 2023 del campionato mondiale di Formula 1. Avrebbe dovuto avere luogo domenica 21 maggio all'Autodromo Enzo e Dino Ferrari di Imola, in Italia.
A pochi giorni dalla disputa del Gran Premio, esso viene annullato a causa dell'ondata eccezionale di maltempo che prima del weekend di gara si abbatte sull'Emilia-Romagna. È stato il primo Gran Premio a essere stato annullato dopo il Gran Premio d'Australia 2020, non disputatosi per via della pandemia di COVID-19.

## Vigilia

### Aspetti tecnici
Per questo Gran Premio la Pirelli, fornitore unico degli pneumatici, aveva scelto tra gomme di mescola C3, C4 e C5, la tipologia di mescole più morbide che caratterizzano l'intera gamma messa a disposizione dall'azienda fornitrice degli pneumatici per il campionato, per la seconda volta in stagione dopo quanto avvenuto nel Gran Premio d'Azerbaigian. Sarebbe stata la prima volta, fin dal debutto del Gran Premio nella stagione 2020, che sarebbero state nominate le mescole più morbide. Nelle tre precedenti edizioni, la scelta ricadde sulle mescole C2, C3 e C4. Prima del Gran Premio d'Azerbaigian, la Pirelli aveva nominato allo stesso tempo le mescole per i successivi Gran Premi di Monaco e Spagna.
La Federazione Internazionale dell'Automobile aveva stabilito una sola zona in cui può essere utilizzato il Drag Reduction System, ovvero sul rettilineo principale dei box, confermando la scelta stabilita fin dall'edizione inaugurale del 2020. Il detection point, ovvero il punto per la determinazione del distacco fra piloti, sarebbe stato posizionato prima della curva 17. L'Autodromo Enzo e Dino Ferrari di Imola è uno dei pochi circuiti presenti nel calendario del campionato mondiale di Formula 1 dove è utilizzabile una sola zona DRS per l'apertura del dispositivo mobile.
La Federazione aveva anche analizzato le zone del DRS durante il 2022, introducendo cambiamenti per il 2023 al fine di facilitare i sorpassi o renderli più difficili in alcuni circuiti in cui si riteneva che la zona in cui utilizzare il dispositivo mobile fosse troppo facile o difficile al fine di effettuare un sorpasso. L'Autodromo Enzo e Dino Ferrari era stato uno dei tracciati oggetto di queste modifiche. Rispetto all'edizione precedente, il punto di attivazione del dispositivo mobile per la zona DRS sul rettilineo principale era stato spostato più avanti, venendo posizionato 40 metri dopo la curva 19.

### Aspetti sportivi
Il Gran Premio avrebbe rappresentato il sesto appuntamento stagionale a distanza di due settimane dalla disputa del Gran Premio di Miami, quinta gara del campionato. Dopo la disputa della prima di tre tappe totali del campionato negli Stati Uniti d'America, il mondiale si sarebbe spostato in Europa con il primo appuntamento della stagione previsto nel vecchio continente. Il Gran Premio dell'Emilia-Romagna sarebbe stata la seconda di tre prove calendarizzate nel mese di maggio, nonché la prima volta che il Gran Premio è corso in questo mese. Le tre precedenti edizioni furono corse, rispettivamente, nel mese di novembre e in aprile. Dopo quattro weekend di gare consecutivi in cui il campionato avrebbe disputato un appuntamento sulla tipologia di tracciato cittadino, il mondiale avrebbe corso su una pista permanente, per la prima volta dal Gran Premio del Bahrein, gara inaugurale. Il contratto per la disputa della gara nel calendario mondiale, sempre all'Autodromo Enzo e Dino Ferrari, è valevole fino alla stagione 2025. Sponsor del Gran Premio per questa edizione sarebbe stato, per la prima volta, la compagnia aerea Qatar Airways, insieme all'indicazione di provenienza di un bene che ha origine in Italia, come fin dalla denominazione dell'edizione del 2021. L'evento sarebbe stato oggetto per la quarta volta di una sponsorizzazione diversa su altrettante edizioni. Sarebbe stata la titolazione la più lunga usata per un Gran Premio nella storia della categoria. Per questa edizione erano attesi 160 000 spettatori nel corso del weekend di gara, più dei 129 656 presenti nel 2022.
Presente nel calendario del campionato mondiale di Formula 1 fin dalla stagione 2020 quando la Federazione fu costretta a stravolgere il calendario sostituendo numerosi Gran Premi precedentemente annullati a causa delle problematiche dettate dalla pandemia di COVID-19, il Gran Premio dell'Emilia-Romagna, dal nome della regione italiana dove ha sede l'evento, avrebbe visto la disputa della quarta edizione. Esso era stato inizialmente collocato, prima dell'annullamento dall'organo mondiale dell'automobilismo per questa stagione, per la prima volta nel mese di maggio, al sesto appuntamento del campionato. Il Gran Premio è sempre stato corso all'Autodromo Enzo e Dino Ferrari di Imola, cui celebra i settanta anni dalla costruzione, e che è stato sede in passato di un'edizione del Gran Premio d'Italia, nel 1980, e di ventisei del Gran Premio di San Marino, dal 1981 al 2006, su vecchie configurazioni del tracciato rispetto a quella attuale in uso fin dall'edizione inaugurale del 2020 quando il circuito tornò a ospitare a distanza di quattordici anni una gara di Formula 1, dopo il Gran Premio di San Marino 2006. Questa edizione sarebbe stata svolta nella tradizionale programmazione di tre giorni, comprendendo quindi le due sessioni di prove libere al venerdì, come in quella del 2021. Il Gran Premio sarebbe stato il primo di un trittico di gare, il primo su due di questo campionato, insieme ai successivi Gran Premi di Monaco e di Spagna, in programma tra la fine di maggio e l'inizio di giugno, tutti da disputarsi a una distanza di una settimana dall'altra.
La gara a Imola sarebbe stato il primo appuntamento dell'anno in cui il mondiale avrebbe fatto visita sul suolo italiano. L'altra prova in calendario è il tradizionale Gran Premio d'Italia a Monza, in settembre. L'Italia avrebbe presentato così due Gran Premi sul proprio territorio per la terza stagione consecutiva.
In questo Gran Premio, insieme ad un altro ancora da definire, con l'intenzione di rendere l'uso degli pneumatici più sostenibile in futuro, la Formula 1 avrebbe testato una riduzione dei set di pneumatici assegnati da 13 a 11. L'uso degli pneumatici nelle qualifiche sarebbe stato reso obbligatorio con mescole dure in Q1, medie in Q2 e morbide in Q3, con condizioni di clima asciutto. Da questa gara sarebbe stata anche introdotta una nuova mescola da bagnato cospicuo, a seguito delle lamentele dei piloti e dei team, rendendola più performante. senza che fosse stato necessario l'utilizzo delle termocoperte. La casa fornitrice di pneumatici, la Pirelli, aveva annunciato inoltre l'introduzione di nuovi pneumatici che avrebbero visto il loro debutto nel Gran Premio di Gran Bretagna a inizio luglio. La nuova specifica avrebbe contenuto materiali già sviluppati per il 2024 e che li avrebbero resi più resistenti senza influire sugli altri parametri tecnici. Le squadre avrebbero potuto provare le nuove coperture nelle prime due sessioni di prove libere del Gran Premio di Spagna in programma a inizio giugno.
Il pilota olandese della scuderia locale AlphaTauri, Nyck de Vries, quello del costruttore inglese McLaren, l'australiano Oscar Piastri, e quello del team statunitense Haas, il tedesco Nico Hülkenberg, avrebbero corso per la prima volta all'Autodromo Enzo e Dino Ferrari di Imola. L'AlphaTauri era stata premiata dalla Federazione con tre stelle, il più alto riconoscimento di sostenibilità assegnato dall’organo di governo dello sport automobilistico che ha come obiettivo assistere gli operatori del motorsport e della mobilità nel misurare e migliorare le proprie performance ambientali. La Haas avrebbe disputato il centocinquantesimo Gran Premio nella categoria, dopo il debutto nella stagione 2016 nel Gran Premio d'Australia, mentre l'Alpine, sotto questa denominazione, il cinquantesimo, insieme al pilota giapponese dell'AlphaTauri, Yuki Tsunoda. Quest'ultimi debuttarono nel campionato 2021 durante il Gran Premio del Bahrein.
Sarebbe stata la casa automobilistica inglese Aston Martin, come nella gara precedente, a fornire la safety car e la medical car.

### L'annullamento
Nei giorni che precedono la gara sorgono dubbi riguardo al regolare svolgimento del Gran Premio. L’allerta meteo rossa diramata nella regione dell'Emilia-Romagna a causa del maltempo mette a rischio la disputa dell'appuntamento. Lo stato di allerta rossa per piogge, piene di fiumi con rischio esondazione e possibili frane, è dovuto all'ondata eccezionale di maltempo che pochi giorni prima della gara programmata si abbatte sull'Emilia-Romagna, sugli stessi territori già colpiti da un'altra alluvione due settimane prima. Nella giornata del martedì, il Santerno, fiume che scorre nei pressi del circuito e che per un tratto lo costeggia, esonda, allagando una parte dei terreni circostanti. Le autorità presenti nel paddock vengono evacuate in via precauzionale. Nella giornata del mercoledì, il ministro delle Infrastrutture e dei Trasporti, Matteo Salvini, auspica l'annullamento dell'evento, dichiarando che è doveroso concentrare tutti gli sforzi per fronteggiare l’emergenza e che la portata dell'evento costringerebbe l’intera zona ad uno sforzo logistico e di accoglienza degli spettatori e degli addetti ai lavori insostenibile. A mettere in dubbio l’intero evento, ancora più che la situazione nei pressi del circuito, sono gli enormi danni arrecati dai 23 corsi d'acqua esondati che hanno causato 13 vittime e migliaia di persone evacuate; inoltre permane una nuova allerta meteo rossa per fiumi, frane e mareggiate. Nella stessa giornata la Federazione e gli organi competenti decidono di annullare il Gran Premio. Trovare una data per il recupero della gara, nel corso della stagione, appare complicato, anche per via di un calendario molto fitto di appuntamenti. Angelo Sticchi Damiani, Presidente dell'Automobile Club d'Italia, ipotizza di un recupero del Gran Premio nel 2026, dopo la proroga del contratto in scadenza nel 2025. La Ferrari e la Formula 1 decidono di donare un milione di euro a testa in sostegno alla regione per le zone colpite dall'alluvione.